# Ерик Сати
Ерик Сати (на френски: Erik Satie) е френски композитор и пианист, представител на авангардизма от началото на 20. век. Най-известните му произведения са неговите три пиано композиции Гимнопедии (Gymnopédies) от 1888 г. Първата му композиция е „Алегро“ за пиано, написана през 1884.

## Биография

### 1866 – 1887
Ерик Сати е роден на 17 май 1866 г. в Онфльор, Нормандия. Когато е на четири години, семейството се премества в Париж, защото на бащата Алфред е предложена работа като преводач в столицата. През 1872 г. умира майката на Ерик – Джейн. След това трагично събитие Алфред решава да изпрати своите невръстни синове обратно в Онфльор при родителите си. Скоро след завръщането си в родния си град Ерик започва да взима уроци по музика при местен органист.
През 1878 г. след смъртта на баба им, Ерик и по-малкият му брат Конрад заминават отново за Париж, където още същата година баща им се жени повторно за учителка по пиано. 12-годишният Сати започва да изнася концерти заедно със своята мащеха в местни кабарета и салони.
През 1879 г. Сати е приет в Парижката консерватория. Професор Жорж Матиас, който по онова време е преподавал пиано на младия Сати, го описва като бездарен пианист. Други професори са на мнение, че Ерик е много мързелив. Въпреки това никой не отрича, че дори Сати да няма брилянтна техника на изпълнение, в композирането се справя далеч по-добре отколкото останалите студенти. През 1882 г. Ерик напуска консерваторията. След две години и половина, които прекарва вкъщи, решава отново да кандидатства в Консерваторията. Приет е, но и този път нещата не се развиват добре и Сати не успява да създаде по-добро впечатление, затова напуска музикалната академия за втори път. Впоследствие се записва в армията, но шест месеца по-късно е освободен от военна служба, защото развива бронхит.

### Монмартър
През 1887 г. Сати се премества в Монмартър, където си наема квартира и започва работа като пианист в местно кабаре. През следващите години се посвещава изцяло на музиката. Написва своите първи композиции: три сарабанди и три гимнопедии (Gymnopédies), които са публикувани от баща му Алфред в Париж. Следват други творби – Ogives и шест Gnossiennes.
Музиката на Сати е изключително новаторска. Творбите му представляват клавирни миниатюри, които са в бавно до умерено темпо, също така често са без тоналност или безмензурни (липсват тактови черти и определен ритъм). Със своите уникални композиции Сати привлича вниманието на Клод Дебюси, с когото се сприятеляват и започват да водят дълга кореспонденция.
През 1891 г. Сати е назначен за композитор и капелмайстор на Ордена на Розенкройцерите.

## Избрани произведения

### Произведения за оркестър
- Parade (1917), балет
- Socrate (1918), симфонична драма за оркестър и глас
- Le Piège de Méduse (1921) едноактна лирическа комедия
- Les Aventures de Mercure (1924), балет
- Relâche (1924), балет
- Jack in the Box (1926), балет

### Вокални произведения
- Messe des pauvres (1895) за хор и орган
- Socrate (1918)

### Камерна музика
- Choses vues à Droite et à Gauche – sans lunettes (1912) за цигулка и пиано

### Мелодии
- Trois Melodies de 1886: Les anges, Elégie, Sylvie
- Trois Autres Melodies (1886–1906): Chanson, Chansons médiévale, Les fleurs
- Hymne (1891)
- Trois poèmes d’amour (1914)
- Trois Melodies de 1916: La statue de bronze, Daphénéo, Le chapelier
- Ludions (1923): Air du rat, Spleen, La grenouille américaine, Air du poète, Chanson du chat

### Chanson de Caf’ Conc’
- Je te veux (1897)
- Tendrement (1902)
- Chez le docteur (1903)
- La diva de l’empire (1904)
- L’omnibus-automobile (1905)
- Trois Melodies sans Paroles (ca. 1905): Rambouillet, Les oiseaux, Marienbad
- Allons-y chochotte (1906)

### Пиано за 2 ръце
- 4 Ogives (1886)
- 3 Sarabandes (1887)
- 3 Gymnopédies (1888)
- 6 Gnossiennes (1890)
- Sonneries de la rose + crois (1892)
- Pièces froides pour piano (1893)
- Descriptions Automatiques (1913)
- Heures Séculaires et Instantanées (1914)
- Sports et Divertissements (1914)
- Les Trois Valses distinguées du Précieux dégouté (1914)
- Avant-dernières pensées (1915)
- Sonatine Bureaucratique (1917)
- 5 Nocturnes (1919)

### Пиано за 4 ръце
- Trois Morceaux en forme de poire (1903)